# Timoji
Timoji, noto anche come Timoja o Timmayya (Goa, ... – Vijayanagara, post-1510), è stato un militare indiano che servì l'Impero di Vijayanagara e l'Impero portoghese durante il primo decennio del XVI secolo.
Affermò di essere nato a Goa e di essere fuggito dalla città dopo la sua conquista da parte del Sultanato di Bijapur nel 1496. Dopo il suo appoggio nella conquista portoghese di Goa del 1510, fu per breve tempo nominato aguazil della città.

## Biografia
Dal XIV secolo, l'Altopiano del Deccan era diviso in due entità antagoniste: da un lato sorgeva il Sultanato di Bahman musulmano e dall'altro sorgevano i ragià indù dell'Impero di Vijayanagara. Le continue guerre richiedevano frequenti rifornimenti di cavalli freschi che venivano importati attraverso rotte marittime dalla Persia e dall'Arabia delle quali Goa era un fondamentale snodo. Questo commercio era soggetto a frequenti incursioni da parte di fiorenti bande di pirati con sede nelle città costiere del Malabar. Timoji agì sia come corsaro, razziando cavalli per il ragià di Honavar, sia come pirata, razziando pepe dai mercantili del Gujarat. Timoji operava al largo dell'isola di Anjediva (l'odierna Anjadip), al comando d'una flotta di duemila uomini e almeno quattordici navi.

### I primi rapporti con i portoghesi
Stando ai cronisti Barros e Góis, il primo contatto tra Timoji e gli esploratori portoghesi in India avvenne già al tempo della Prima Armata d'India (Gama, 1497) quando il pirata raggiunse la flotta (pt. Armada) dell'ammiraglio Vasco da Gama all'isola di Anjediva per avvisarlo che lo Zamorin di Kozhikode (po. Calicut), dal portoghese ritenuto un amico, aveva inviato navi armate a cercarlo. Tre anni dopo, al tempo della Quarta Armata d'India (Gama, 1502), Gama incappò in tre navi di Timoji intorno ad Anjediva. Riconoscendole come navi corsare, i lusitani inseguirono i natanti indù nella foce del fiume Sharavathi, ove le barche dei pirati si infilano nel porto di Honavar (pt. Onor). Sapendo che Honavar era un nido di corsari, Gama attaccò la città: le squadre di sbarco lusitane attaccarono il porto, saccheggiando e incendiando navi e banchine. Il giorno dopo, Gama si spostò a Bhatkal (Batecala).
Timoji si ritrovò quindi nella "lista nera" dei portoghesi. Al tempo della Settima Armata d'India (Almeida, 1505), l'ammiraglio dom Francisco de Almeida, appena giunto ad Anjediva, puntò su Honavar per verificare il rispetto della tregua negoziato dalla città con Lisbona. Dopo averlo fatto aspettare per tre giorni, Timoji gli si presentò riccamente abbigliato e gli offrì i suoi servigi e un tributo simbolico. Scoprendo però che il porto di Honavar ospitava un numero significativo di navi arabe, insieme a quella di Timoji, Almeida accusò il locale ragià di aver infranto la tregua e attaccò. La resistenza fu feroce ma i portoghesi saccheggiarono e bruciarono il porto ed irruppero nell'abitato. Mentre si avvicinavano al palazzo, il ragià implorò la pace ed Almeida, rimasto ferito nella lotta, accettò. Timoji e il ragià di Honavar prestano giuramento di vassallaggio e promettono di non molestare i portoghesi ad Anjediva. Qualche settimana dopo, Almeida, come disposto da re Manuele I del Portogallo, si proclamò primo viceré portoghese delle Indie.

### Alleato dei portoghesi
La formale apertura delle ostilità nell'Oceano Indiano tra i portoghesi ed il Sultanato mamelucco d'Egitto (v.si Guerra navale luso-mamelucca) fece la fortuna di Timoji.
Nel 1507 Timoji avvertì il viceré Almeida dell'imminente assedio di Cannanore da parte delle forze di Calicut e rifornì il forte portoghese di Sant'Angelo durante l'assedio. Alla fine del 1507, quando una flotta mamelucca al comando di Amir Husain Al-Kurdi (po. Mirocem) s'unì alle forze di Calicut, Timoji divenne il principale informatore di Dom Francisco. Subito dopo la battaglia di Diu (3 febbraio 1509) nella quale Almeida aveva trionfato sulle forze di Mirocem e alleati, Timoji incontrò il potente Krishna Deva Raya del Vijayanagara, impegnato a rafforzare i suoi domini a discapito dei numerosi nemici, e gli offrì un ricco tributo.
Nel gennaio 1510, il nuovo governatore portoghese, Alfonso de Albuquerque, fallito il tentativo di conquistare Calicut, si ritrovò al comando d'una imponente forza (23 navi, 1.200 soldati portoghesi, 400 marinai portoghesi, 220 ausiliari di Kochi e 3.000 "soldati-schiavi" - pt. escravos de peleja) per attaccare Suez, nel Mar Rosso, dove si credeva, giustamente, che i Mamelucchi stessero preparando una nuova flotta da inviare a India per vendicare la sconfitta a Diu. Il governatore salpò per il Mar Rosso con l'intenzione di distruggere la nuova forza egiziana prima che fosse pronta. Albuquerque sostò però ad Honavar su richiesta di Timoji che gli aveva inviato ambasciatori a Kochi. Il corsaro informò il governatore che sarebbe stato pericoloso partire per il Mar Rosso, poiché il sultano di Bijapur, Yusuf Adil Khan (pt. Hidalcão, regno 1490-1510), aveva raccolto nella vicina città di Goa i resti della spedizione mamelucca distrutta a Diu e li aveva rinforzati con nuove navi da inviare contro i portoghesi, probabilmente come rappresaglia per la distruzione della città di Dabul da parte del viceré Almeida l'anno precedente (v.si Battaglia di Dabul). Goa era però scarsamente difesa poiché Yusuf era morto di recente e il suo erede, Ismail Adil Shah, era giovane e inesperto. Sapendo del malcontento tra gli indù di Goa sottoposti ai governanti musulmani di Bijapur dal 1496, Timoji propose ad Albuquerque il suo sostegno nella conquista della città (informandolo nel contempo della guerra in corso tra i Sultanati del Deccan provocata da Krishna Deva Raya) ed il governatore acconsentì, avvertendo i suoi ufficiali del cambio di piano.
Albuquerque procedette così alla conquista di Goa con il sostegno di Timoji. A novembre, in un secondo attacco, Albuquerque conquistò Goa con una flotta completamente rinnovata e circa 300 rinforzi Malabaresi da Cannanore.
Riguadagnarono il sostegno della popolazione indigena, pur frustrando le aspettative iniziali di Timoji, che aspirava a conquistare la città. Alfonso de Albuquerque lo ricompensò nominandolo capo " Aguazil" della città, amministratore e rappresentante degli indigeni, come sapiente interprete delle usanze locali. Quindi fece un accordo per abbassare le quote annuali e avviò la prima zecca portoghese in Oriente, dopo le lamentele dei mercanti e di Timoji sulla scarsità di valuta.
Timoji fu messo al comando delle truppe indigene fedeli ai portoghesi. Tuttavia, fu presto sollevato dal suo comando a causa del suo rifiuto di eseguire gli ordini. Il comando delle truppe indigene fu dato a un pretendente al trono di Honavar e Timoji tornò alla pirateria.
Timoji fu fatto prigioniero dopo un raid e morì per avvelenamento da oppio subito dopo essere stato portato nella capitale di Vijayanagar. Sua moglie e i suoi figli, tuttavia, tornarono a Goa dove Albuquerque organizzò il loro mantenimento.

### Esplicative
1. ↑  Nel giornale di bordo pervenutoci della spedizione di Vasco da Gama si parla d'una anonima ciurma d'indigeni a bordo d'una nave dalle insegne non distinguibili per i lusitani - v.si (EN) ANONIMO, A journal of the first voyage of Vasco da Gama, 1497-1499, a cura di Ravenstein EG, Londra, Hakluyt Society, 1898,  p. 82.

### Bibliografiche
1. ↑  Da non confondersi con Timoji Nayak che collaborò con la VOC nel 1678.
2. ↑  Correia, pp. 289-291.
3. ↑  Varthema, pp. 121-22.
4. ↑  Barbosa.
5. ↑  (EN) Rogers CJ, Readings on the Military Transformation of Early Modern Europe, San Francisco, Westview Press, 1995,  pp. 299-333.
6. ↑  (EN) Sreenivasa Murthy HV e Ramakrishnan R, A History of Karnataka, from the Earliest Times to the Present Day, S. Chand, 1977,  p. 188.
7. ↑  (EN) Neto RB, MHQ: The Quarterly Journal of Military History, Cowles Enthusiast Media Spring, 2002,  p. 68.
8. ↑  Pato-Mendonça 1884, libro II, pp. 3–5.
9. 1 2  Bouchon 2014, p. 158.
10. ↑  Barbosa, v. I.
11. ↑  Mendosa 2002, p. 82 ff.
12. 1 2  Shastry 2000, pp. 34-36.
13. ↑  Costa-Rodrigues 2008, p. 29.
14. ↑  (EN) Kerr R, A General History and Collection of Voyages and Travels, Arranged in Systematic Order, vol. 6, Edimburgo, William Blackwood, 1824,  p. cap. I.
15. ↑  Diffie 1977, p. 253.

### Fonti
- (PT) Duarte Barbosa, O Livro de Duarte Barbosa, traduzione di Dames ML, rist., Nuova Delhi, Asian Education Services, 2005  [1518].
- (PT) João de Barros, Décadas da Ásia: Dos feitos, que os Portuguezes fizeram no descubrimento, e conquista, dos mares, e terras do Oriente, 1552-1559.
- (PT) Fernão Lopes de Castanheda, História do descobrimento e conquista da Índia pelos portugueses, 1833  [1551-1560].
- (PT) Gaspar Correia, Lendas da Índia, Lisbona, Academia Real das Sciencias, 1858-64  [1550].
- (PT) Damião de Góis, Crónica do Felicissimo Rei D. Manuel, 1566–67.
- Ludovico de Varthema, Itinerario de Ludouico de Varthema Bolognese, traduzione di Jones JW, Londra, Halykut Society, 1863  [1510].

### Studi
- (FR) Bouchon G, Albuquerque: Le Lion des Mers d'Asie, Parigi, Éditions Desjonquères, 2014.
- (FR) Bouchon G, Inde découverte, Inde retrouvée (1498-1630) Études d'histoire indo-portugaise, 1998, ISBN 972-8462-07-7.
- (PT) Bulhão Pato RA e Lopes Mendonça H, Cartas de Afonso de Albuquerque seguidas de documentis que as elucidam, Lisbona, 1884.
- (PT) Oliveira e Costa de JP e Rodrigues VLG, Campanhas de Afonso de Albuquerque: Conquista de Goa, 1510–1512, Lisbona, Tribuna da História, 2008.
- (EN) Diffie B, Foundations of the Portuguese Empire, 1415–1580, University of Minnesota Press, 1977, ISBN 0-8166-0782-6.
- (EN) Mendonça D : de, Conversions and Citizenry: Goa Under Portugal, 1510-1610, Concept Publishing Company, 2002.
- (EN) Ralph C, The Portuguese Seaborne Empire 1415–1825, Hutchinson, 1969, ISBN 0-09-131071-7.
- (EN) Sanceau E, Indies Adventure: The Amazing Career of Afonso de Albuquerque, Captain-general and Governor of India (1509–1515), 1936.
- (EN) Shastry BS, Goa-Kanara Portuguese Relations, 1498-1763, Concept Publishing Company, 2000, ISBN 81-7022-848-4.